# 岩手県道37号花巻平泉線
岩手県道37号花巻平泉線（いわてけんどう37ごう はなまきひらいずみせん）は、岩手県花巻市から西磐井郡平泉町に至る県道（主要地方道）である。

## 概要

### 路線データ
- 実延長：76,727.0m[2]
- 起点：花巻市二枚橋第6地割262番1地先[2]（花巻温泉・台温泉入口交差点[1]・国道4号交点）
- 終点：西磐井郡平泉町平泉字森下65番4地先[2]（平泉バイパス北口交差点・国道4号交点）
- 重要な経過地 : 北上市、胆沢郡金ケ崎町、奥州市[3]

## 歴史
- 1993年（平成5年）5月11日 - 県道花巻空港花巻温泉線、石鳥谷花巻温泉線の一部、花巻温泉郷線の一部、花巻温泉横川目線、北上和賀線の一部、和賀金ケ崎胆沢線、夏油温泉江釣子線の一部、愛宕瀬原線が、花巻衣川線として建設省から主要地方道の指定を受ける[4]。
- 1994年（平成6年）3月15日 - 花巻衣川線として県道に認定される。
- 2012年（平成24年）12月20日 - 終点側で国道4号に接続する森下工区（奥州市〜平泉町、570m）開通[5]
- 2014年（平成26年）4月1日 - 路線名が「花巻衣川線」から「花巻平泉線」へ、終点が奥州市衣川から西磐井郡平泉町へ、それぞれ変更される[3]。
- 2018年（平成30年）10月16日 - 標識改善の取り組みとして、起点の交差点名称が「方八丁」から「花巻温泉・台温泉入口」に変更される[1]。

## 路線状況

### バイパス道路
- 横川目バイパス（北上市）

### 重複区間
- 花巻市湯本第1地割 - 花巻市台第4地割 ： 岩手県道297号花巻停車場花巻温泉郷線
- 北上市和賀町岩崎新田6地割 - 北上市和賀町岩崎新田2地割 ： 岩手県道122号夏油温泉江釣子線
- 奥州市胆沢若柳地内 ： 国道397号
- 奥州市衣川区衣川古戸 - 平泉町平泉字森下 : 岩手県道49号栗駒平泉線

## 地理

### 通過する自治体
- 花巻市
- 北上市
- 胆沢郡金ケ崎町
- 奥州市
- 西磐井郡平泉町

### 交差する道路
- 国道4号（花巻温泉・台温泉入口交差点[1]・花巻市二枚橋町南一丁目）
- 花巻IC - 東北自動車道（花巻市二枚橋第1地割）
- 岩手県道13号盛岡和賀線（花巻市湯本第6地割）
- 岩手県道109号石鳥谷花巻温泉線、岩手県道286号東和花巻温泉線（花巻市湯本第15地割）
- 岩手県道297号花巻停車場花巻温泉郷線・台温泉方面（花巻市湯本第1地割）
- 岩手県道297号花巻停車場花巻温泉郷線・花巻市内方面（花巻市台第4地割）
- 岩手県道12号花巻大曲線（花巻市湯口字蟹沢）
- 岩手県道252号清水野村崎野線（花巻市横志田1地割）
- 岩手県道192号後藤野野中線（北上市和賀町横川目25地割）
- 国道107号（北上市和賀町横川目11地割）
- 岩手県道47号北上西インター線（北上市和賀町山口36地割）
- 岩手県道122号夏油温泉江釣子線・北上方面（北上市和賀町岩崎新田6地割）
- 岩手県道122号夏油温泉江釣子線・夏油温泉方面（北上市和賀町岩崎新田2地割）
- 国道397号・奥州市水沢方面（奥州市胆沢若柳字愛宕）
（国道397号重複区間）
- 国道397号・東成瀬村方面（奥州市胆沢若柳字愛宕）
- 岩手県道236号衣川水沢線（奥州市衣川古戸）
- 岩手県道49号栗駒平泉線・岩手県道283号衣川前沢線（奥州市衣川古戸）
- 岩手県道300号三日町瀬原線（平泉町平泉字瀬原）
- 国道4号、岩手県道237号長坂束稲前沢線（平泉バイパス北口交差点・平泉町平泉字森下）